# Варела, Хосе Энрике
Хосе Энрике Варела Иглесиас (исп. José Enrique Varela Iglesias; 17 апреля 1891, Сан-Фернандо — 24 марта 1951, Международная зона Танжер) — испанский военачальник, генерал. Участник Гражданской войны 1936—1939 годов.

## Биография

### Участник колониальной войны
Родился в семье сержанта Хуана Варелы Переса, служившего в пехотном полку Марины. В 1909 году поступил в этот же полк, затем был произведён в сержанты. В 1912—1915 годах учился в пехотном училище, после окончания которого был произведён в младшие лейтенанты и назначен на службу в марокканские стрелковые части (Las Fuerzas Regulares Indigenas) в Мелилью.
Неоднократно отличился в боях с местными племенами, за что был награждён двумя крестами Сан-Фернандо с лавровыми ветвями (1920 и 1921) и неоднократно повышался в чинах. С февраля 1926 года — подполковник, награждён за храбрость личной Военной медалью и назначен на службу в Сеуту (Марокко). После окончания колониальной войны был произведён в полковники (1929 год), опередив многих своих сослуживцев, которые закончили пехотное училище раньше него (в том числе и потому, что проходили предварительно службу в унтер-офицерском чине).

### «Карлист»
После свержения монархии в 1931 году Варела, известный как сторонник монархии (причём симпатизировавший наиболее консервативной части испанских монархистов — «карлистам») был уволен в резерв.
В следующем году участвовал в заговоре правого генерала Хосе Санхурхо, после неудачи которого находился в заключении в Севилье и Гвадалахаре. После освобождения присоединился к «карлистам», объединял их военизированные отряды — «рекете» — в мощную организацию, которая сыграла значительную роль в гражданской войне 1936—1939 годов на стороне националистов. Для этого под видом священника путешествовал по пиренейским деревням, населённым сторонниками «карлистов». Затем возвращён на службу, и в 1935 году при правом министре обороны Хосе Мария Хиль-Роблесе и начальнике Генерального штаба Франсиско Франко был произведён в бригадные генералы. В конце 1935 года участвовал в планах свержения республиканской власти, которые тогда не были реализованы из-за отсутствия подходящих условий. Также был одним из активных участников подготовки вооружённого выступления националистов летом 1936 года. Однако в апреле 1936 года был арестован республиканскими властями и заключён в тюрьму в Кадисе.

### Участник гражданской войны в Испании
18 июля 1936 года, на следующий день после начала военного выступления, националисты заняли Кадис и освободили Варелу из заключения. Уже в августе он руководил наступлением войск националистов в Андалузии, благодаря которому республиканские войска были вынуждены снять осаду Кордовы. Между Кордовой и занятыми националистами ещё в июле Севильей и Гранадой была установлена прямая связь. В конце сентября войска под его командованием заняли Толедо, освободив из окружения оборонявшихся в местном Алькасаре националистов во главе с полковником Хосе Москардо. 30 сентября 1936 года Варела участвовал в совещании восьми ведущих военных лидеров националистов, на котором Франсиско Франко был избран единоличным военно-политическим вождём (каудильо), поддержал кандидатуру Франко.
В октябре — ноябре 1936 года участвовал в неудачном штурме Мадрида. В январе 1937 года вновь пытался взять Мадрид ударом с запада, однако в ходе «туманного сражения» (названного так из-за того, что оно происходило в условиях плохой зимней погоды) республиканцы могли остановить националистов. В следующем месяце без особого успеха командовал националистами в Харамском сражении, завершившемся их относительным успехом, но достигнутом ценой больших потерь в марокканских частях, отличавшихся высокой боеспособностью.
В мае — июне 1937 года успешно руководил обороной Сеговии от наступавших республиканцев, применяя фланговые контратаки. В июле того же года в битве под Брунете остановил новое наступление республиканцев, а затем перешёл в контрнаступление, нанеся им существенные потери. Затем возглавил армию Кастилии, в конце 1937 года неудачно пытался прорваться к Теруэлю для снятия осады с этого города. Весной 1938 года армия Кастилии под его командованием участвовала в наступлении на равнинах Маэстрасго, летом наступала от Теруэля к Валенсии, которую республиканцам в то время удалось отстоять. Также участвовал в сражении у реки Эбро, которое завершилось поражением республиканцев.
Завершил войну в чине дивизионного генерала, в 1939 году был назначен министром обороны в первом правительстве франкистской Испании.

### После войны
В 1942 году обострившийся конфликт между различными группами сторонников Франко — фалангистами и «карлистами» — привёл к тому, что фалангистский активист Хуан Домингес бросил 16 августа 1942 года гранату в «карлистов», участвовавших в религиозной церемонии в Бегонье в районе Бильбао, на которой присутствовал и Варела. Вскоре после этого Варела подал в отставку с поста министра в знак протеста против подобных действий фалангистов, тесно связанных с Франко и ориентированных на нацистскую Германию. В результате Франко принял отставку Варелы, но при этом принял ряд мер и против фалангистов — Домингес был расстрелян, глава министерства иностранных дел, шурин Франко Рамон Серрано Суньер был выведен из состава правительства.
Во время Второй мировой войны придерживался пробританских политических взглядов. Вскоре после выхода Италии из войны Варела передал Франко письмо, подписанное кроме него ещё несколькими генералами (в том числе Альфредо Кинделаном), с призывом восстановить в Испании монархическую форму правления. 5 марта 1945 года он был назначен верховным комиссаром Испании в Марокко с резиденцией в Тетуане, занимал этот пост до своей кончины. Также он был произведён в генерал-капитаны. Посмертно Вареле был присвоен титул маркиза Сан-Фернандо.